# Xavier de Hemptinne
Prof. dr. Xavier Alexandre Charles Marie Ghislain graaf de Hemptinne (Gent, 24 juli 1932 − Waver, 19 januari 2012) was hoogleraar aan de Katholieke Universiteit Leuven.

## Levensloop
De Hemptinne was lid van de familie De Hemptinne en een zoon van prof. dr. Marc graaf de Hemptinne (1902-1986) en diens volle nicht jkvr. Suzanne de Hemptinne (1909-1984). 
Hij was doctor in de wetenschappen en hoogleraar aan zowel de Université catholique de Louvain als aan de Katholieke Universiteit Leuven. Daarnaast was hij schepen van Blanden, zijn woonplaats. 
Hij werd benoemd tot Commandeur in de Kroonorde en Officier in de Leopoldsorde. Op 16 oktober 1955 verkreeg hij vergunning om nog tijdens het leven van zijn vader de eerstgeboortetitel van graaf te voeren.
Hij trouwde in 1961 met Françoise barones Snoy et d'Oppuers (1939), dochter van minister Jean-Charles baron Snoy et d'Oppuers (1907-1991), met wie hij zes kinderen kreeg. Hij was een broer van prof. dr. Alex de Hemptinne en van prof. dr. Bernard de Hemptinne.
Zijn tweede zoon is Luitenant-Kolonel stafbrevethouder Christophe de Hemptinne (Leuven, 24 juli 1963), sinds 1 juli 2016 directeur van het Departement Hoge Studies van Defensie bij het KHID en de Belgische faculteitsadviseur voor het European Security and Defence College (ESDC).